# Eisbahn im Stadtwäldchen

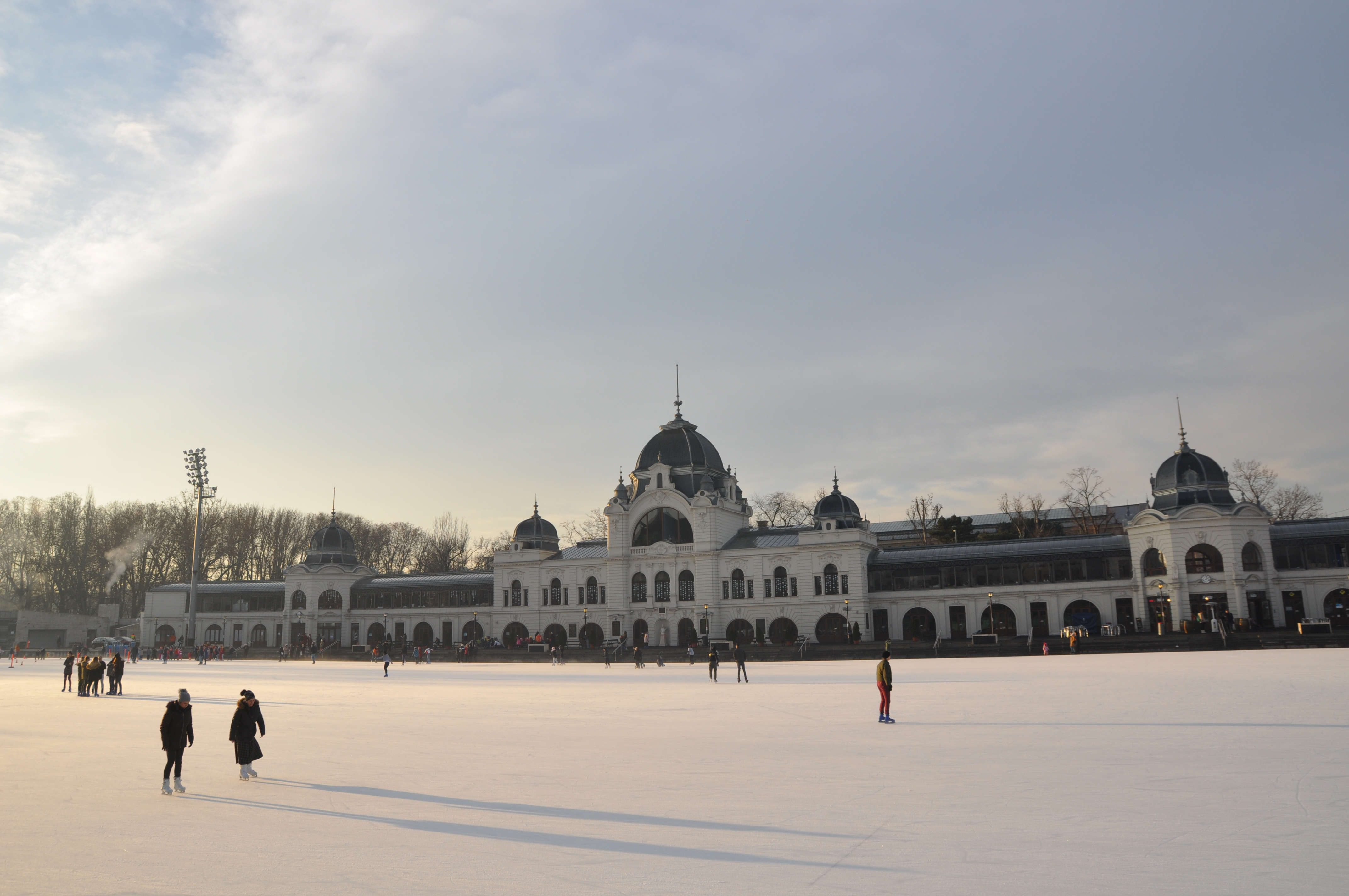
Eisbahn, 2018

Die Eisbahn im Stadtwäldchen (ungarisch Városligeti Műjégpálya) ist eine Eisbahn auf dem Stadtwäldchenteich zwischen Heldenplatz und Burg Vajdahunyad im XIV. Bezirk (Zugló) von Budapest. Mit einer Eisfläche von über 12.000 m² ist sie die größte und zweitälteste Kunsteisbahn in Europa. Sie ist regelmäßig Austragungsort für Eiskunstlauf-, Eishockey- und Eisschnelllaufmeisterschaften.

## Geschichte
Auf dem Platz des heutigen Stadtwäldchenteichs befand sich im 18. Jahrhundert noch ein weitläufiger Sumpf, der erst Ende des Jahrhunderts von Rudolf Witsch trockengelegt wurde. Der dort angelegte Teich mit Park (Stadtwäldchen) entwickelte sich zu einem Naherholungsgebiet und Ausflugsort für die Stadtbevölkerung. Bereits in den 1830er Jahren erfreute sich der im Winter zugefrorene Teich immer größerer Beliebtheit als Ort zum Schlittschuhlaufen. Dies war damals jedoch nicht ungefährlich, da der See an einigen Stellen bis zu zwei Meter tief war.

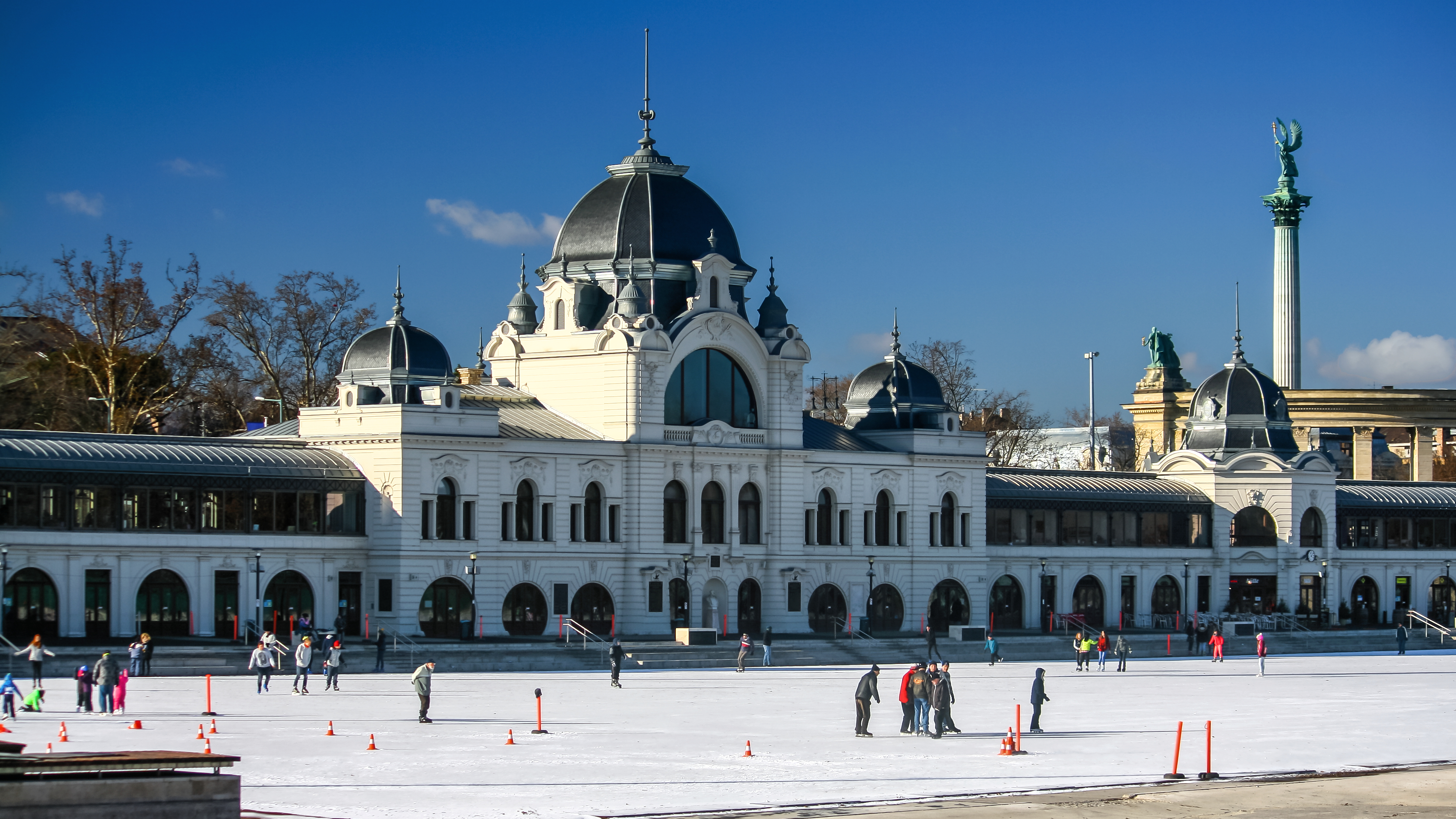
Der 1895 erbaute denkmalgeschützte Sportpavillon

Am 2. Dezember 1869 wurde dann schließlich vom Arzt Géza Kresz der Pester Eislaufverein (ab 1873 Budapester Eislaufverein) nach dem Vorbild des Wiener Eislauf-Vereins gegründet, der vom Pester Stadtrat die Erlaubnis erhielt, einen Teil des Stadtwäldchenteichs als Vereinsplatz zu nutzen. Der Platz konnte aber wegen mangelnden Eises erst am 29. Januar 1870 im Beisein von Kronprinz Rudolf von Österreich-Ungarn feierlich eröffnet werden. Ab 1872 nutzte der Eislaufverein eine Sporthalle aus Holz als Vereinshaus, das aber bereits 1874 niederbrannte und an Silvester 1876 durch einen Holz-Neubau nach Plänen von Ödön Lechner ersetzt wurde. Ab 1878 konnte der Platz nach Sonnenuntergang elektrisch beleuchtet werden. Nach der Eröffnung des neuen hölzernen Sporthauses wurde die Eisbahn immer beliebter, und das Gebäude stieß schon bald an seine Kapazitätsgrenze. Infolgedessen wurde der Holzbau bereits 1895 durch einen größeren im Barockstil nach Plänen von Imre Francsek erbauten Sportpavillon ersetzt.
Nach der Gründung der Internationalen Eislaufunion 1892 fand auf der Eisbahn erstmals am 8. Februar 1893 eine Eisschnelllauf-Meisterschaft statt, zwei Jahre später erstmals die Eiskunstlauf-Europameisterschaft. Im Laufe der Zeit kam es häufiger vor, dass der See im Winter manchmal nicht zufror, sodass das Eislaufen nicht möglich war. Im Jahr 1910 kam erstmals der Gedanke auf die Eislaufbahn künstlich zu vereisen. Nachdem bereits in Wien 1910–1912 eine Kunsteisbahn errichtet worden war, begann man auch in Budapest mit dem Umbau, der aber durch den Ersten Weltkrieg gestoppt wurde. Erst am 26. November 1926 war der Umbau zur 5600 m² großen Kunsteisbahn fertiggestellt und erlaubte die Benutzung der Eisbahn an 105 Tagen im Jahr. Beim Umbau waren im Untergrund 62 Kilometer Kabel mit einem Durchmesser von vier Zentimetern verlegt worden, durch die auf minus 7–12 °C abgekühltes Wasser floss. Dies erlaubte die Erzeugung einer 80 × 70 Meter großen Eisfläche. Nun begann wieder das Goldene Zeitalter der Eislaufbahn. Zahlreiche internationale Wettkämpfe fanden wieder auf der Eisbahn im Stadtwäldchen statt.
Im Zweiten Weltkrieg wurde die Eisbahn so sehr beschädigt, dass sie unbenutzbar wurde. Erst 1947 begann der Wiederaufbau. Die Eisfläche wurde 1968 vergrößert.

## Veranstaltungen

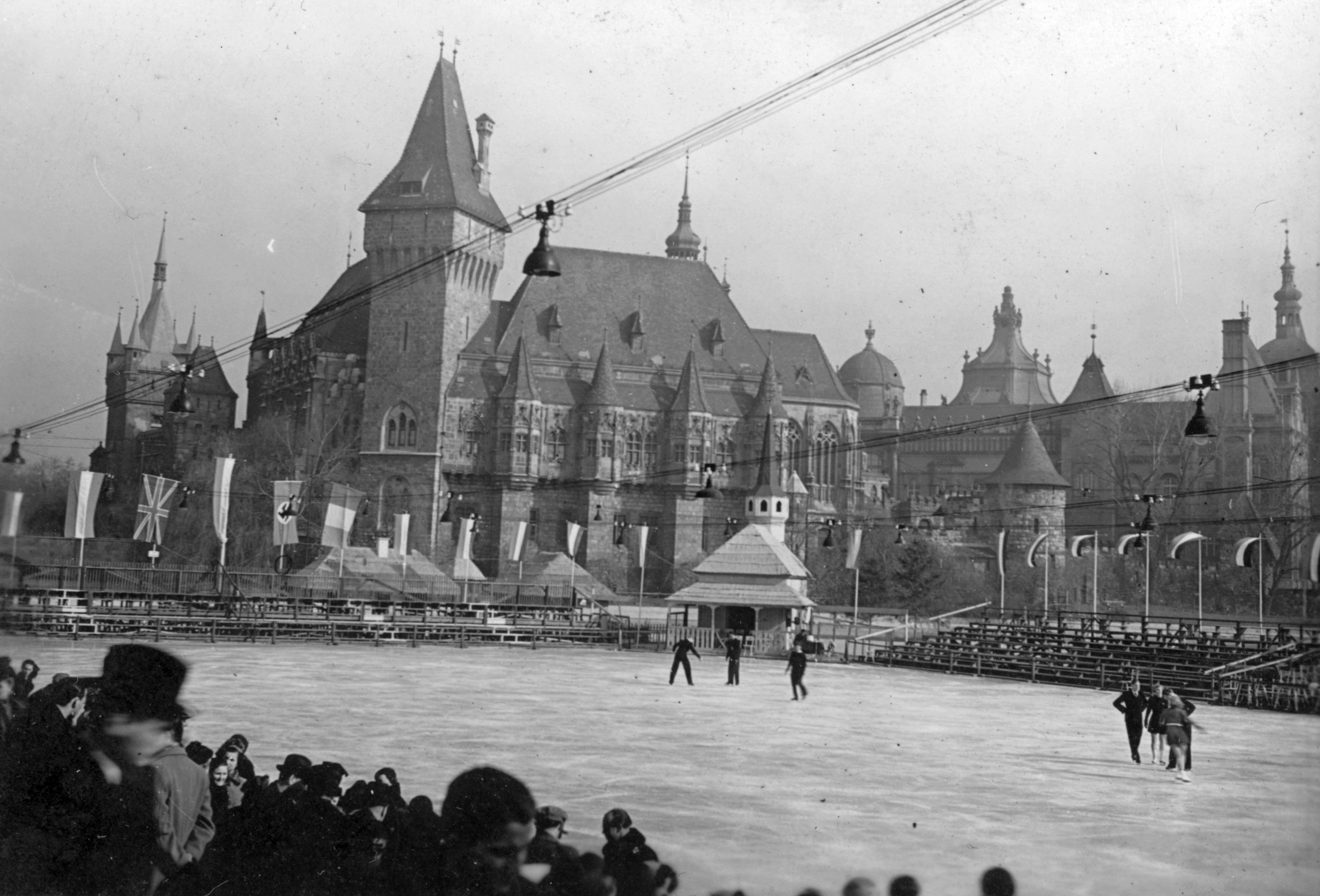
Eiskunstlauf-Weltmeisterschaft 1939

Folgende Veranstaltungen fanden bisher auf dem Eislaufplatz statt (Auswahl):
- Eiskunstlauf-Europameisterschaft 1895
- Eiskunstlauf-Europameisterschaft 1909
- Eishockey-Europameisterschaft 1929
- Eiskunstlauf-Weltmeisterschaften 1929 (Damen und Paarlauf)
- Eiskunstlauf-Weltmeisterschaften 1935 (Herren und Paarlauf)
- Eiskunstlauf-Weltmeisterschaften 1939 (Herren und Paarlauf)
- Eiskunstlauf-Europameisterschaften 1955
- Eiskunstlauf-Europameisterschaften 1963
- Eisschnelllauf-Mehrkampfweltmeisterschaft 2001
- Bandy-Weltmeisterschaft 2004, Bruppe B
- Bandy-Weltmeisterschaft der Damen 2007
- Eisschnelllauf-Mehrkampfeuropameisterschaft 2012

## Galerie

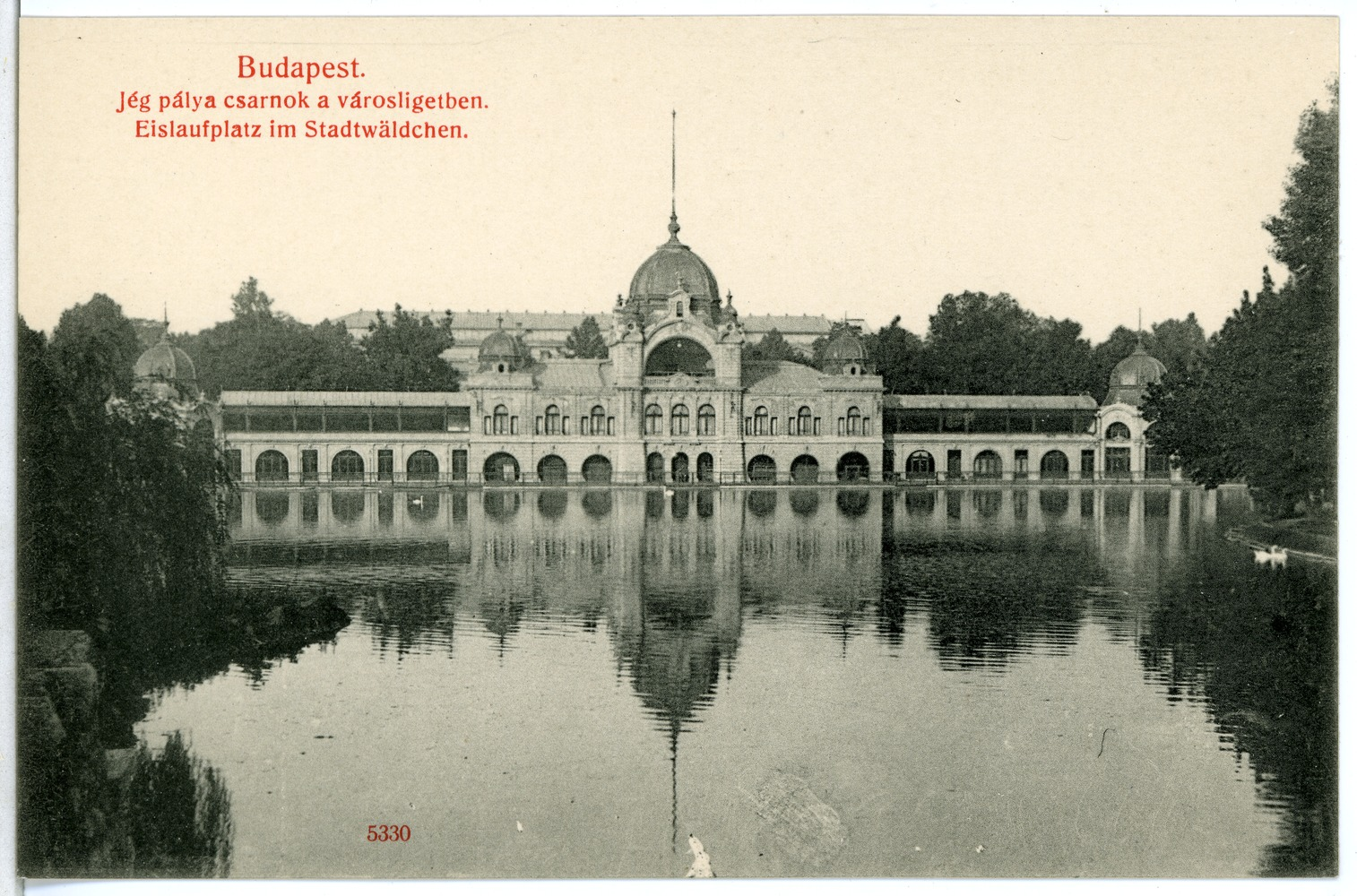
Sportpavillon 1904
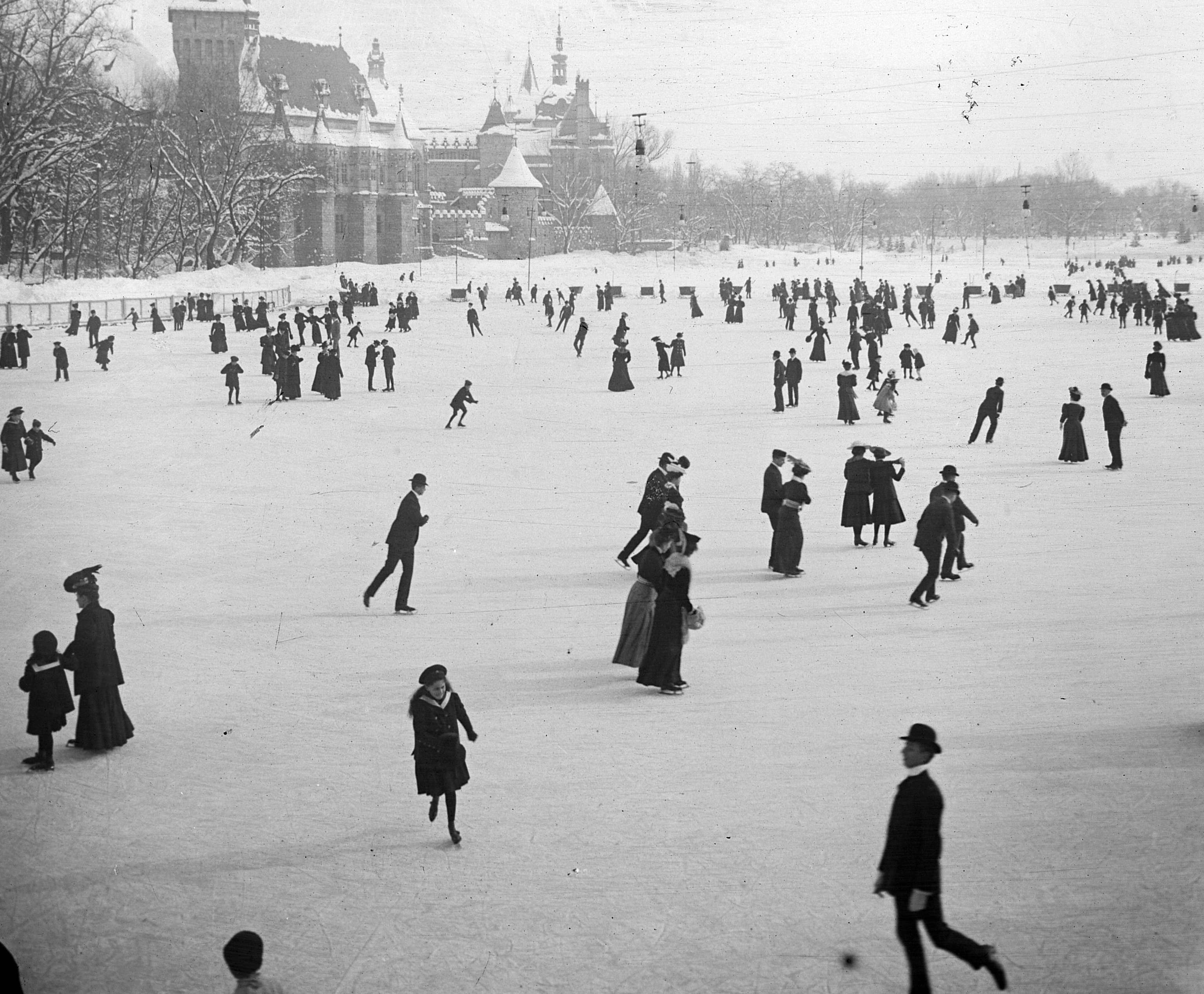
Ansicht von 1907
Blick auf Burg Vajdahunyad
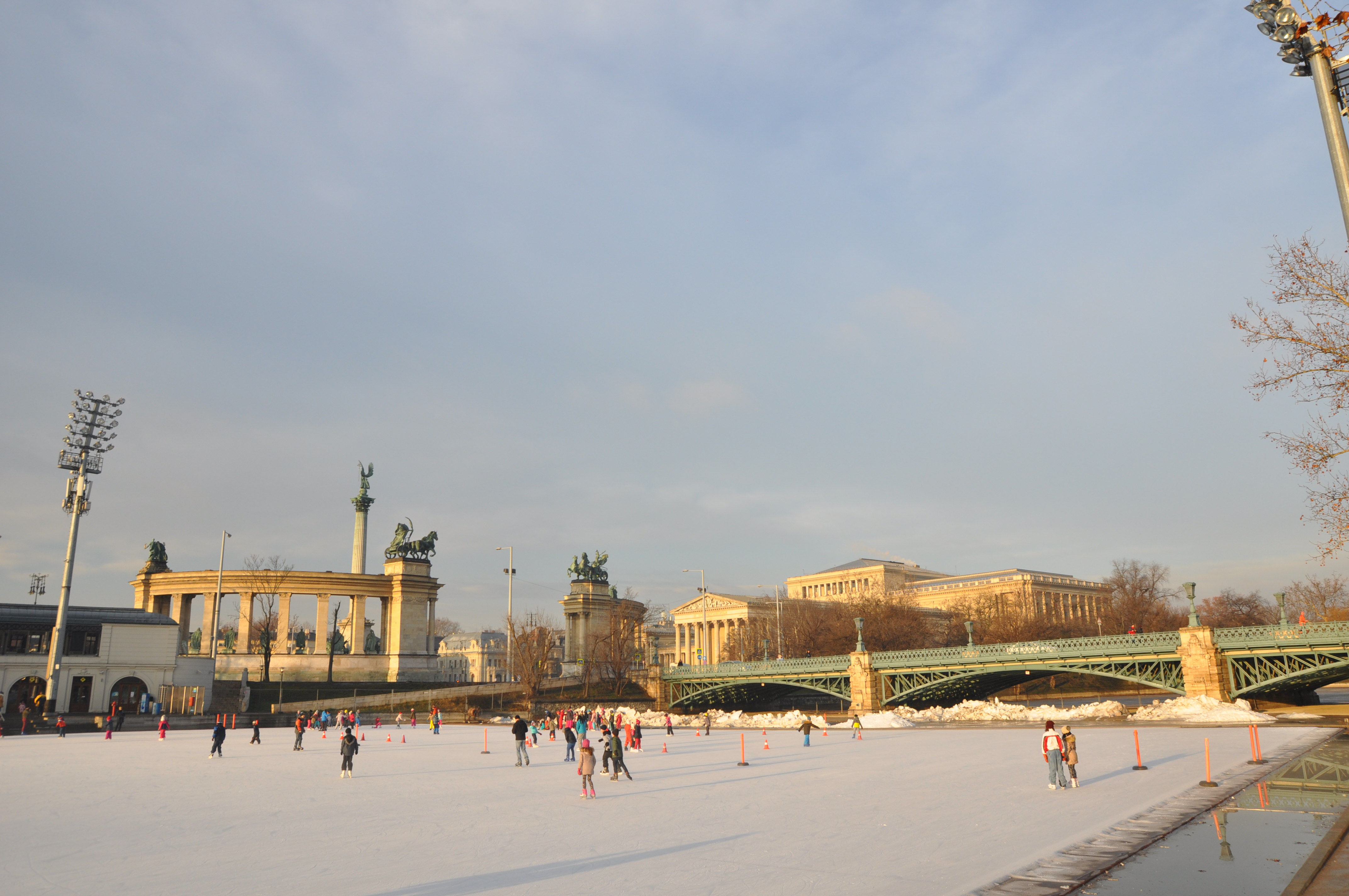
Blick Richtung Heldenplatz und Zielinski-Brücke